# فلندرز (نیویورک)
فلندرز (به انگلیسی: Flanders) یک منطقهٔ مسکونی در ایالات متحده آمریکا است که در شهرستان سافک، نیویورک واقع شده است. فلندرز ۳۰٫۱ کیلومتر مربع مساحت و ۴٬۴۷۲ نفر جمعیت دارد و ۲ متر بالاتر از سطح دریا واقع شده است.